# Bankhemmelighed
Bankhemmelighed indebærer at en bank beskytter sine kontohaveres personlige oplysninger i forhold til det omgivende samfund, således at kun banken selv kender kundernes identitet. Det kan f.eks. ske ved at nummerere kundernes konti. Bankhemmeligheden tilskrives særligt Schweiz, men også Østrig og Luxembourg samt skatteparadiser som Caymanøerne og Panama praktiserer den.  
Schweiz 'opfandt' bankhemmeligheden med vedtagelsen af bankloven af 1934. Bankhemmeligheden kritiseres ofte for at bidrage til at skabe en undergrundsøkonomi og øget organiseret kriminalitet.